# Eden (Roman)
Eden. Roman einer außerirdischen Zivilisation ist der Titel eines 1958 publizierten Science-Fiction-Romans des polnischen Schriftstellers Stanislaw Lem. Erzählt werden die Abenteuer einer Gruppe von Astronauten, die nach dem Absturz ihres Raumschiffes auf dem Planeten Eden einer dystopischen Gesellschaft begegnen. Die deutschen Übersetzungen von Transgalaxis, d. i. Paul Kempner, und Caesar Rymarowicz erschienen 1960 bzw. 1971.

## Überblick
Auf der Reise durch die Galaxie stürzt ein Raumschiff auf dem Planeten Eden ab. Während der Reparatur erkunden die Astronauten die Umgebung. Sie finden sowohl vollautomatisierte Fabriken und Plantagen als auch gesellschaftliche Zerfallserscheinungen und Anzeichen für eine Diktatur, die ihre Bevölkerung durch Falschinformationen und gelenkte Kleingruppenkonflikte manipuliert und durch ihr Militär kontrolliert.
| → Kapitelübersicht |
| 1. Durch den Absturz hat sich die Rakete in den Boden eingebohrt. Die Besatzung gräbt einen Tunnel zur Oberfläche. 2. Bei der ersten Erkundung nach Norden entdecken die Astronauten eine vollautomatische Fabrikanlage, die in einem Kreislauf die produzierten Werkstücke wieder recycelt. 3. Nach ihrer Rückkehr finden sie im Raumschiff ein doppelförmiges Lebewesen, genannt Doppelt, das den Kompressor eingeschaltet hat, und erschießen es. 4. Auf ihrer zweiten Erkundung in Richtung Osten fährt ein scheibenförmiges Fortbewegungsmittel auf sie zu und sie töten den Piloten. 5. Während der Reparatur beraten sie über ihr Verhalten den Bewohnern gegenüber: Abwehrmaßnahmen gegen Angriffe oder friedliche Kontaktaufnahme. 6. Bei der Erkundung nach Süden stoßen sie auf Lehmgruben mit Leichen. 7. Sie erforschen eine dunkle Stadt und werden plötzlich von panischen Einwohnern umringt und mitgerissen. Sie flüchten zusammen mit einem der Lebewesen. 8. Die Astronauten werten ihre Erlebnisse aus und stellen die Hypothese auf, einer degenerierten Gesellschaft nach einer Hochtechnologiephase zu begegnen. 9. Das Eden-Militär schießt mit einer Silicium-Substanz auf sie und rund um das Raumschiff wächst ein stabiler Glaszaun. 10. Mit ihrem Panzer erkunden sie das westliche Gebiet und beobachten eine besiedelte Küstenlandschaft. 11. Während der Rückfahrt kommt es auf einem Stelenbezirk zu einem Gefecht mit Soldaten. 12. Die Astronauten erörtern die Ergebnisse ihrer vier Erkundungen und diskutieren ihre Mission, der unterdrückten Bevölkerung zu helfen. 13. Von einem zu ihnen geflohenen Doppelt erfahren sie einiges über die Gesellschaftsstruktur und die Machtverhältnisse auf Eden. 14. Nach der Reparatur und Aufrichtung der Rakete gelingt ihnen der Start, und sie entgehen einem Angriff. |

## Handlung

### Reparatur des Raumschiffes
Die Handlung wechselt zwischen der Reparatur des Raumschiffes und den vier Erkundungen des Planeten. Da die Rakete sich in den Boden gebohrt hat, muss sie freigelegt und wieder aufgerichtet werden. Durch den Aufprall sind viele Geräte zerstört worden, radioaktives Wasser ist ausgelaufen und Teile der Ausrüstung liegen unter Schutt begraben.
Die Mannschaft, ein Koordinator genannter Kapitän, der Doktor, Ingenieur Henryk, ein Chemiker, ein Physiker und ein Kybernetiker, ist unverletzt geblieben. Ihr gelingt es, eine Luke zu öffnen und einen Tunnel an die Oberfläche zu graben. (Kap. 1) In den nächsten Tagen aktivieren sie wieder den Kompressor (Kap. 3), wodurch sie Strom erzeugen und damit ihre Waffen, die Elektrostrahler, und die anderen Geräte benutzen können, v. a. den Arbeitsroboter, den „Schwarzen“ (Kap. 9), der die Reinigung der Räume, den Transport schwerer Maschinen, des Geländewagens und des Panzers, „Beschützer“ genannt, ausführt. Auch gräbt er an den letzten Tagen ihres Aufenthaltes die Rakete frei und richtet sie auf. (Kap. 14)

### Erkundung Edens
Während ein Teil der Mannschaft die defekten Geräte und Instrumente repariert, unternimmt ein anderer Expeditionen in die vier Himmelsrichtungen, um die Wasser- und Ernährungsfrage zu klären und die Situation und Gefahrenlage zu erkunden:
Die erste Wanderung (Kap. 2) führt nach Norden durch Wüste oder über schwammigen Boden. Sie begegnen keinen Lebewesen. In der Landschaft fallen ihnen die vielen trichterförmigen Gebilde auf, die sich abends in den Boden zurückziehen. Die Astronauten dringen durch wasserfallartige Wände aus einem gallertartigen Material in kilometerlangen vollautomatischen Fabrikanlagen ein. Die Produktionsanlagen transportieren die Werkstücke vertikal und horizontal durch Saug- oder Blasmaschinen, verhärten die elastischen Massen und schmelzen sie wieder. Das Ganze mutet den Astronauten wie eine sinnlose Kreislaufmaschinerie an, in der die produzierten Materialien wieder zerstört und recycelt werden. Sie vermuten eine außer Kontrolle geratene Automatenanlage.
Am nächsten Tag wandern sie in Richtung Osten (Kp. 4) durch von Kanälen durchzogene Gartenanlagen mit durch pulsierende Rinde „atmenden“ Bäumen und herumflatternden Blumen. Am Horizont erblicken sie eine Stadt. Große Wirbelscheiben durchrollen als Transportmittel die Landschaft. Eine nähert sich ihnen, als sie in einem Graben Torsi einiger Eden-Wesen entdecken. Ein kleines zottiges Wesen kriecht auf sie zu und feuert eine Kugel auf sie ab, nachdem sie mit dem Elektrowerfer geschossen haben. Dann steigt ein in Silberfolie gekleideter Riese aus dem Fahrzeug und wird von ihnen ebenfalls getötet. Dieser Zusammenstoß ist nach ihrer Rückkehr zur Rakete Ursache einer kontroversen Diskussion über ihren Umgang mit den Bewohnern: Müssen sie mit Angriffen rechnen und sich verteidigen oder sollen sie friedliche Begegnungen suchen. Sie entscheiden sich nach Fürsprache des Doktors für die zweite Alternative. (Kap. 5)
Die dritte Erkundung nach Süden (Kp. 6 und 7) unternehmen sie mit dem inzwischen einsatzfähigen Geländewagen. Sie durchfahren ebene Wüsten, Pflanzengürtel, spiegelnde Magmaflächen und treffen auf Lehmgruben mit Leichen, große leere Hallen und eine Stadt mit Straßen und Plätzen. Bei ihrem Betreten geht die Beleuchtung aus. Sie tasten sich durch leere Straßen. Plötzlich taucht eine panische Menge von Doppelts auf, umringt und bedrängt sie und verschwindet auf ein Signal wieder. Eines der Wesen flüchtet sich zu ihrem Fahrzeug und sie nehmen es mit zur Rakete. Die Astronauten ergänzen durch ihre Erlebnisse die Hypothese einer degenerierten Gesellschaft. (Kap. 8)
Für die vierte und letzte Exkursion setzen sie, nach den Angriffen auf die Rakete, den „Beschützer“, einen Panzer, ein. (Kap. 10) Sie fahren durch das westliche Wüstengebiet und erreichen eine besiedelte Küste. Dort sichten sie Bauwerke, regen Verkehr, Bewegungen der Lebewesen. Sie filmen eine Szenerie mit in Kästen herumfahrenden Doppelts und Wirbelkreiseln. Auf der Rückfahrt (Kap. 11) geraten sie auf ein Gelände mit großen Skulpturen mit dem Aussehen der Doppelts. Doppelts in Lumpen und Riesen in Folien tauchen auf, der Panzer wird von einer Gaswolke eingehüllt und die Astronauten schießen sich den Weg frei, sie überfahren dabei viele Doppelts und stoßen mit einem Brummkreisel, einem Panzerfahrzeug, zusammen.

### Die Doppelts
Während ihres Aufenthalts auf Eden diskutieren die Astronauten über ihre Mission und die Methoden des Vorgehens. Vieles bleibt ihnen rätselhaft, denn die Beobachtungen sind bruchstückhaft und lassen verschiedene Interpretationen zu. (Kap. 13)
Die großen Lebewesen bestehen aus zwei Teilen: einer unförmigen faltenreichen Masse und sich daraus hervorschiebend ein Hals mit einem kleinen Gesicht und Hände. Deshalb nennen sie sie die Lebewesen „Doppelts“. Ihre Sprache beruht auf dem Prinzip der modulierten Frequenz von Klangschwingungen:  Geräusche, Töne. Ihr Gehirn besteht aus elektrischen Organen. Sie ernähren sich von Mineralien aus der Erde, die sie den in Plantagen gezüchteten Trichtern entnehmen. Diese Lebensmittelakkumulatoren versinken in der Nacht im Boden.

### Das Prokrustik-System
Die Astronauten versuchen eine Kommunikation mit dem ihnen zugelaufenen gelehrten Doppelt, der sich in Astronomie auskennt und dem sie ihre galaktische Reise erklären. Mit Bildern, Gesten usw. entwickeln sie Symbole, die sie in ihre Übersetzungsmaschine, den „Kalkulator“ eingeben. Die dadurch entstehenden Informationen verbinden sie mit ihren Beobachtungen und ihren Erfahrungen und konstruieren daraus das Modell der Eden-Gesellschaft und ihres politischen Systems.
Der Astronom-Doppelt skizziert die Beziehung zwischen den Machthabern und dem Volk als dynamisch doppelt. Nach verschiedenen Herrschaftsformen im Laufe der Geschichte herrscht z. Zt. eine anonyme Führung, ob ein Einzelner oder eine Gruppe ist nicht bekannt, mit diktatorischen Mitteln. Das Volk sind die Doppelts. Funktionäre (Polizei, Beamte) sind die Riesen, die mit den Wirbelscheiben durch die Landschaft fahren und Brummkreisel und Sandkanonen als Waffen einsetzen. Die Edener hatten schon in der Vergangenheit eine hochentwickelte Wissenschaft und Technologie auf der Grundlage von Physik, Optik, Elektrizität, Mechanik, Chemie, und so kam die Führung auf die Idee, ihre zukünftigen Untertanen genetisch zu manipulieren. Der Hintergrund wird von den Astronauten diskutiert, aber nicht aufgedeckt. Doch der Plan zur biologischen Rekonstruktion und zur Umbildung der Körperfunktionen mit einer Serie von Eingriffen durch gesteuerte Mutation der Vermehrungszellen scheiterte. Es kam zu Degenerationen und vielen physisch-psychischen Missbildungen: fehlende Nasen und Augen, schadhafte Organe, geistig-seelische Störungen usw. So musste dieses Projekt aufgegeben werden. Noch heute sieht man die Ruinen dieser Zeit: Die vollautomatisierten Fabriken, welche vermutlich Apparaturen für die Eingriffe herstellen sollten, sind sich selbst überlassen und produzieren und recyceln im Kreislauf (Nordexpedition). Die geistig und körperlich Behinderten leben in abgelegenen Siedlungen und werden durch Signale (Ausschalten des Lichts), auf die sie mit Angst- und Panik reagieren, diszipliniert. Sie müssen nicht eingesperrt und bewacht werden, denn sie halten sich gegenseitig in Schach. Durch Spannungen, Ärger, Angst, Hass, beschäftigen sich die Gruppen nur mit sich selbst. Die mit Lumpen bekleideten Doppelts im Stelenfeld (Westexpedition) waren vermutlich Sektierer und sollten durch Giftgas getötet werden.
Das wirksamste Herrschaftsinstrument heißt: „Information – doppelt“ Das Volk erhält keine oder nur zensierte Informationen, z. B. wird der gescheiterte Plan geleugnet und die Folgen werden als „Krankheiten“ bezeichnet. Das abgestürzte Raumschiff wird als Invasion von durch kosmische Strahlungen verseuchten Ungeheuern erklärt, gegen die man einen Glaszaun errichten müsse, um die Eindringlinge zu isolieren und zu liquidieren.
Die Astronauten nennen diese Herrschaftsform in Anspielung auf die Figur des Prokrustes „Prokrustik“-System. Der größte Teil der Bevölkerung lebt offenbar in Unfreiheit, ohne sich dessen bewusst zu sein. Die Astronauten fragen sich, wie sie den Unterdrückten helfen können, aber sie sind sich über ihre Diagnose und Therapie unsicher: „Alles, was hier geschieht, ist ein Glied in der Kette eines langwierigen historischen Prozesses. Der Gedanke an Hilfe resultierte aus der Annahme, die Gesellschaft teile sich in […] Verfolger und Verfolgte.“ Man müsste den gesamten gesellschaftlichen Aufbau umstürzen und durch einen neuen ersetzen. Sie bedenken: „[I]n einem Anfall von Edelmut hier Ordnung machen zu wollen“ könnte Terror entstehen. (Kap. 12) Der Doktor, der gegen Gewaltanwendung ist, hat sich schon vorher gefragt: „Was habe ich hier zu suchen?“ (10. Kap.) So entschließen sie sich zur Abreise. Die beiden Doppelts, die bei ihnen Schutz suchten, wollen nicht mitfahren. Sie stellen sich in den Rückstoßbereich der Rakete und begehen damit Selbstmord. Der Ingenieur erklärt dem Koordinator das Motiv: „Er wollte, dass es durch uns geschah, nicht durch jene. Das war alles, was wir für ihn tun konnten.“ Nachdem das Raumschiff die Eden-Atmosphäre verlassen hat, schauen die Astronauten auf den Planeten zurück, der sie aus dieser Distanz wieder, wie vor dem Absturz, an das namengebende Paradies Eden erinnert: „Ein ausnehmend schöner Schein. Andere Planeten haben keinen so reinen.“ (Kap. 14)

## Form
Die linear entwickelten, im Wechsel auf dem Raumschiff und während der vier Exkursionen spielenden Handlungen der Protagonisten werden in personaler Form aus deren Perspektive geschildert. So erhält der Leser ein ähnlich fragmentarisches Bild vom Planeten wie die Astronauten, die mit Ausnahme des Ingenieurs nur nach ihren Funktionen benannt sind und, abgesehen vom Doktor, keine persönlichen Züge tragen. Die personalen Beziehungen und die Biographien der Protagonisten spart der Autor aus.
Der Handlungsaufbau orientiert sich an Mustern der Science-Fiction-Literatur, dystopischer Geschichten und des Abenteuerromans: Erkundung eines unbekannten Landes mit fremdartigen Wesen, gefährliche Situationen, Kämpfe mit High-Tech-Waffen usw.

## Rezeption
In vielen Rezensionen wird Lem als „einer der bedeutendsten Science-Fiction-Autoren des Ostblocks“ bezeichnet und sein Roman „Eden“ als eine dystopisch auf einen anderen Planeten projizierte kritische Auseinandersetzung mit totalitären Systemen im High-Tech-Zeitalter bewertet. Jerzy Jarzeski ordnet Eden als typischen SF-Roman ein, der die Abenteuer einer irdischen Expedition auf einem fremden Planeten beschreibt, auf dem ein genetisches Anpassungsprogramm misslungen ist: „Der Roman weist auf die gesellschaftlichen Folgen hin, die entstehen, wenn Informationen blockiert werden. Der machiavellistische Herrscher (oder die Herrscher?) von Eden kann die Gesellschaft straflos manipulieren dank seiner Kontrolle über die Kommunikationskanäle - dieses bedrohliche Memento adressiert Lem an die Bewohner der Erde. Aber das ist noch nicht alles: die Astronauten erwägen das Projekt einer Befreiung des Planeten durch Anwendung von Gewalt - und verwerfen es letzten Endes, um in aller Ruhe den Rückflug anzutreten.“ Auch Heinrich Vormweg lobt die Verbindung des Lesevergnügens an einer Science Fiction Geschichte mit der vermittelten Erkenntnis über die Natur des Menschen.
Bei der Bewertung der literarischen Qualität gehen die Meinungen auseinander. Der Autor selbst weist auf einige Mängel hin: „Aus heutiger Sicht ist Eden in meinen Augen neutral. Es ist so-so. Aus der Sicht der Literatur ist es ein eher erfolgloses Buch; seine Charaktere neigen dazu, schematisch zu sein und das abgebildete Universum ist ein bisschen ‚flach‘ und eindimensional. […] Eden ist […] [m]einetwegen passabel. Literarisch wahrscheinlich eine Niete, weil das Buch an seinem Schematismus bei der Darstellung der Helden und überdies an einem oberflächlichen Weltbild krankt, obwohl es ein Roman ist, der sich gut liest. Dennoch ist es zweitrangige Literatur, wenn auch im Vergleich mit typischen Produkten der Science-fiction vielleicht sogar gut; aber man kann nicht einen Menschen von normalem Wuchs an Buckligen messen und von ihm behaupten, er sei Apoll.“
Dagegen loben einzelne Rezensenten Lems hinreißende und unerschöpfliche Phantasie und seine „Kunst, mit unterkühlten Stilmitteln Spannung aufzubauen und Konflikte dramatisch zuzuspitzen.“ Nach Marek Oramus ist der Roman der Beginn der vollen Reife Lems als Schriftsteller. Zwar sei die Technologie im Roman insgesamt aus heutiger Sicht eher archaisch, aber der Roman beschreibe etwas, was heute Nanotechnologie genannt werde. Eden sei die erste von Lems Geschichten über gescheiterte „Erste Kontakte“. Später seien Lems' Romane, v. a. „Solaris“, viel skeptischer.

## Ausgaben
- Stanisław Lem: Eden. Iskry, Warszawa 1959
- Stanisław Lem: Eden. Ein wissenschaftlich-utopischer Roman. (Deutsche Übersetzung von Transgalaxis, d. i. Paul Kempner) Gebr. Zimmermann-Verlag, Balve i. W. 1960
- Dieselbe Übersetzung erschienen bei: Arthur Moewig Verlag, Terra Utopische Romane, Hefte 478/479, München 1966
- Stanisław Lem: Eden. (Deutsche Übersetzung von Caesar Rymarowicz) Verlag Volk und Welt, (Ost-)Berlin 1971
- Dieselbe Übersetzung erschien als: Eden. Roman einer außerirdischen Zivilisation. Nymphenburger Verlagshandlung, München 1972 und dtv, München 1974.

## Adaption
- Eden. Roman einer außerirdischen Zivilisation, gesprochen von Jochen Striebeck, 6 CDs, Langen/Müller Audio-Books 2006 (gekürzte Fassung). ISBN 978-3-7844-4084-2